# Chatitre
Chatitre, auch Chatire, war ein altägyptischer König (Pharao) der Zweiten Zwischenzeit. Er gilt als der dritte Herrscher der 14. Dynastie und regierte im 17. Jahrhundert v. Chr.
Er ist bisher ausschließlich aus dem Turiner Königspapyrus bekannt, wo er unter seinem Thronnamen genannt wird. Über seine Regierungsdauer ist nichts bekannt, da die Angaben dazu im Papyrus zerstört sind.